# 長尾護尾鮠
長尾護尾鮠，為輻鰭魚綱鯰形目平鰭鮠科的其中一種，為熱帶淡水魚，分布於非洲喀麥隆南部、赤道幾內亞與剛果河流域，體長可達7.7公分，棲息在底層水域，生活習性不明。
种加词 longicauda 意为“长尾的”。